# Cratoptera fenestraria
Cratoptera fenestraria är en fjärilsart som beskrevs av Jones 1921. Cratoptera fenestraria ingår i släktet Cratoptera och familjen mätare. Inga underarter finns listade i Catalogue of Life.